# Marlena Zynger
Marlena Zynger, właśc. Ewa Bartkowiak z d. Marczewska (ur. 25 grudnia 1972 w Milanówku) – polska poetka, członek i Członek Zarządu Oddziału Warszawskiego Związku Literatów Polskich (od 2023 roku), ZAiKS, Słowiańskiej Akademii Literatury oraz Movimiento Poetas del Mundo.
Marlena Zynger jest autorką czterech tomów poetyckich oraz wielu publikacji w pismach literackich w Polsce i za granicą. Jest autorką scenariuszy widowisk i spektakli: Czas śpiewu kobiety. Odsłona pierwsza, Powiedz mi. Powiedz oraz Zatrzymaj się; wystawianych m.in. na takich scenach jak Teatr Hybrydy w Warszawie, Teatr Witkacego w Zakopanem, Loch Camelot w Krakowie oraz w Muzeum Niepodległości w Warszawie i Muzeum Jana Kasprowicza w Zakopanem – Harenda.
W 2013 roku została laureatką XIII Światowego Dnia Poezji UNESCO. Jest wiceprezesem Stowarzyszenia Promocji Polskiej Twórczości i redaktor naczelną Kwartalnika Literacko-Kulturalnego „LiryDram”. Pomysłodawczyni i kuratorka wystawy „Twarze współczesnych poetów polskich”.
Twórczość poetki prezentowana była podczas wielu koncertów, m.in. w Trójkowym Studio im. A. Osieckiej, w Radio Kraków, w Salonie Poezji w Łazienkach Królewskich, w Piwnicy pod Baranami w Krakowie, podczas II Ogólnopolskiego Festiwalu Piosenki Poetyckiej w Katowicach, w poznańskiej kawiarni artystycznej „Pod Pretekstem”, w Polskim Ośrodku Społeczno-Kulturalnym oraz w Ambasadzie RP w Londynie; również na XXXVIII Olimpiadzie Literatury i Języka Polskiego (2007/2008, Warszawskie Łazienki w poezji i prozie).
W 2017 roku Marlena Zynger została odznaczona przez Ministra Kultury i Dziedzictwa Narodowego medalem „Zasłużony dla Kultury Polskiej”. W 2019 roku otrzymała międzynarodową nagrodę pracy organicznej im. Marii Konopnickiej. W 2020 roku odebrała FENIKS-a – nagrodę ekspresjonistyczną im. Tadeusza Micińskiego. W 2023 roku otrzymała Nagrodę Literacką im. Jarosława Iwaszkiewicza w kategorii popularyzacja literatury, za szczególne zasługi w dziele upowszechniania literatury współczesnej (nagroda ufundowana przez Ministra KiDN).

## Twórczość
Autorka sześciu tomów poetyckich:

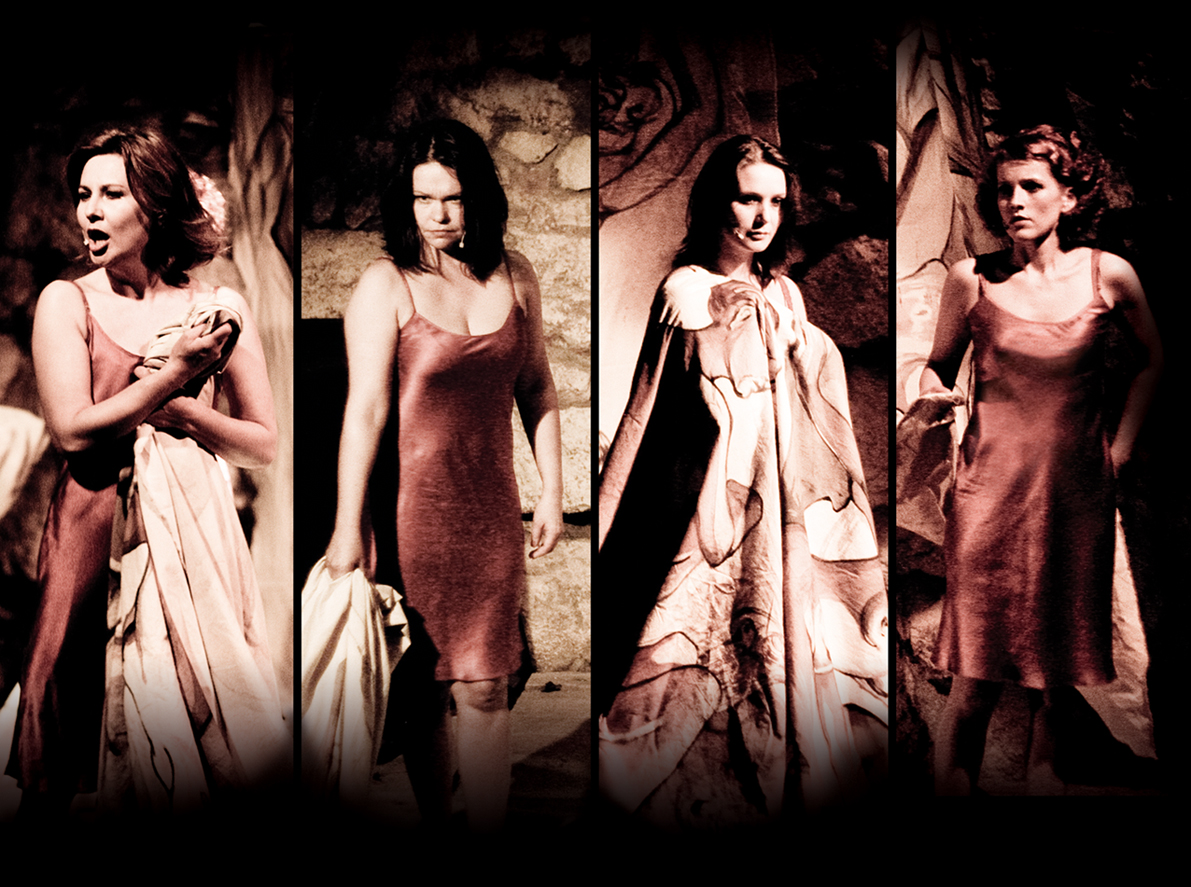
Ewa Dąbrowska, Edyta Jurecka, Dominika Świątek i Agnieszka Wielgosz w spektaklu Marleny Zynger Czas Śpiewu Kobiety. Odsłona Pierwsza Loch Camelot Kraków 2009

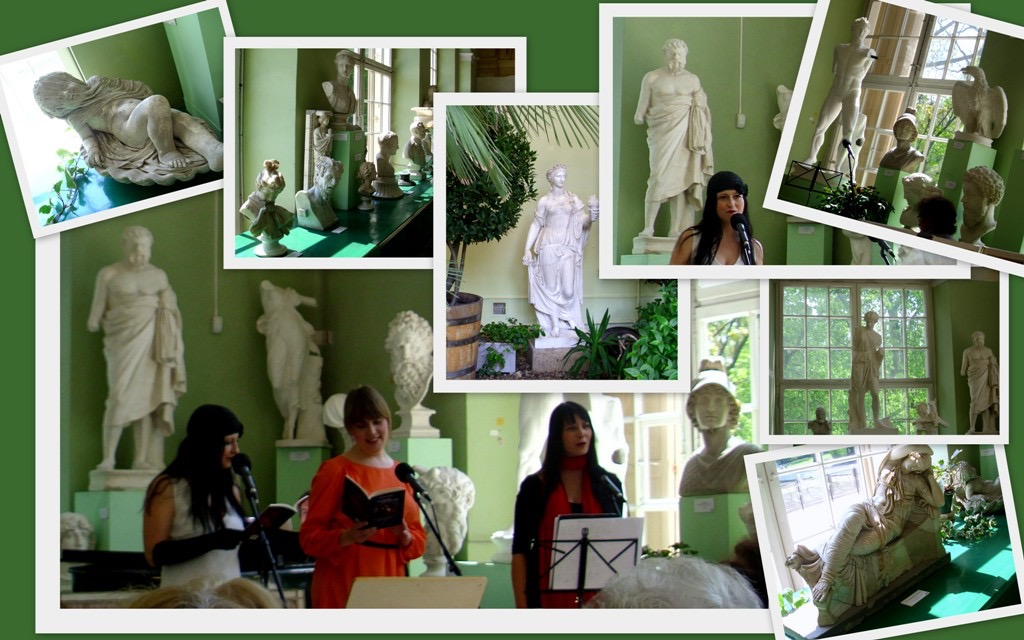
Koncert wierszy Marleny Zynger, Salony Poezji, Stara Pomarańczarnia, Łazienki Królewskie w Warszawie 2013

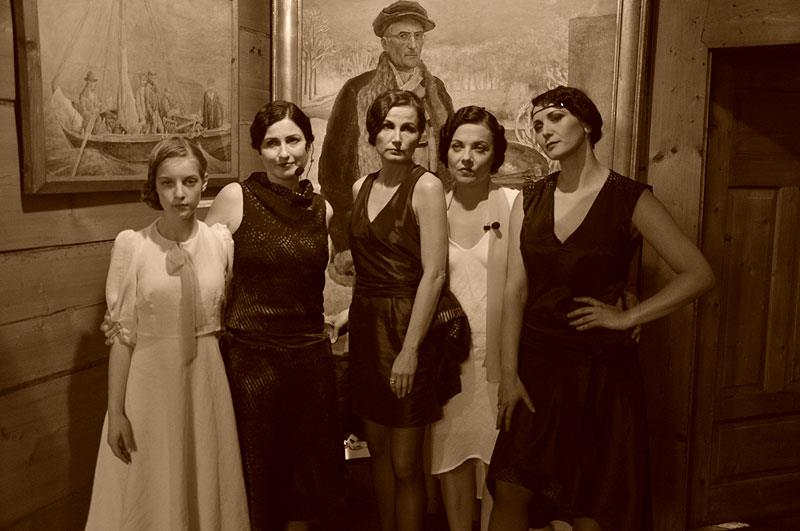
Kamila Bartkowiak, Marlena Zynger, Beata Jankowska-Tzimas, Adrianna Jerzmanowska i Dominika Świątek, Jubileusz 125. rocznicy urodzin Marii Kasprowiczowej, Muzeum Jana Kasprowicza – Harenda, Zakopane 2012

- Némini vox deneganda / Każdemu Wolno Mówić, Agencja Wydawnicza i Reklamowa Akces, 2006[18].
- Czas Śpiewu Kobiety. Odsłona Pierwsza, Oficyna Wydawnicza Volumen, Warszawa 2010, ISBN 978-83-7233-024-6 (+ płyta CD)[19]
- Do-tykanie/ Tick-touching, Wydawnictwo Książkowe IBiS, Warszawa 2013, ISBN 978-83-7358-134-0[20]
- Dwa Maty, Wydawnictwo Książkowe IBiS, Warszawa 2014, ISBN 978-83-7358-159-3[21]
- Tangensoida/ Тангенсоида, przekład: Katarina Petrović Tanasković, Смедеревска Песничка Јесен, Newspress, Smederevo 2019, ISBN 978-86-6255-085-9, CIP – Каталогизација у публикацији Народна библиотека Србије, Београд 821.162.1-1[22]
- O! Nie!, Wydawnictwo Veridian, Warszawa 2024, ISBN 978-83-965888-3-8[23]